# رو توکان
رو توکان یک ستاره است که در صورت فلکی توکان قرار دارد.